# Rhinagrion tricolor
Rhinagrion tricolor – gatunek ważki z rodziny Philosinidae. Stwierdzony tylko na indonezyjskiej wyspie Jawa.